# Валтер ПП
Валтер ПП је немачки полуаутоматски пиштољ малог калибра, развијен између два светска рата. Валтер ПП је у наредним деценијама постао распрострањен у полицијским јединицама широм Европе и света, а популаран је и у цивилном власништву. Пиштољ ПП и његове копије се и даље производе у неколико земаља.
Валтер ПП је познат и као омиљено оружје филмског јунака Џејмса Бонда.